# Mike Johnson (amerikaifutball-edző)
Michael Eric Johnson (Los Angeles, Kalifornia, 1967. május 2. –) amerikai amerikaifutball-játékos és -edző, 2024-től a Syracuse Orange tight endjeinek edzője és társ-támadókoordinátora.

## Játékosként

### Egyetemi
1985–1986-ban az Arizona State Sun Devils quarterbackje volt; a Mesa Thunderbirds játékosaként elnyerte az All-America elismerést. 1988–1989-ben az Akron Zips játékosa volt; 1990-ben az intézmény az év sportolójának választotta.

### Profi
1991–1992-ben a San Antonio Riders, 1992–1993-ban pedig a BC Lions sportolója volt. 1994–1995-ben a Shreveport Pirates quarterbackjeként játszott.

## Edzőként
1997–1998-ban az Oregon State Beavers wide receivereinek, 1999-ben pedig quarterbackjeinek edzője volt. 2000–2001-ben a San Diego Chargers, 2002 és 2005 között pedig az Atlanta Falcons alkalmazta. 2006–2007-ben a Baltimore Ravens wide receivereinek edzője volt, majd 2009-ben a San Francisco 49ers munkatársa lett; 2010. szeptember 27-én támadókoordinátorrá léptették elő. Mivel a szezont követően szerződését nem hosszabbították meg, a UCLA Bruins támadókoordinátora lett; Rick Neuheisel kirúgása miatt a 2011-es bowlmérkőzés idején vezetőedzői feladatokat látott el.
2014. április 15-én a The King’s Academy középiskola vezetőedzője lett, majd három szezont követően az Oregon Duckshoz szerződött.
2022. február 9-én a Syracuse Orange munkatársa lett.

## Eredményei vezetőedzőként

### Középiskolai
| Év                               | Eredmény               | Eredmény               | Helyezés               |
| Év                               | Összesített            | Konferencia            | Helyezés               |
| King’s Academy Knights           | King’s Academy Knights | King’s Academy Knights | King’s Academy Knights |
| -------------------------------- | ---------------------- | ---------------------- | ---------------------- |
| 2014                             | 9–2                    | 5–0                    | 1.                     |
| 2015                             | 8–3                    | 3–2                    | 3.                     |
| 2016                             | 7–4                    | 2–3                    | 4.                     |
| Összesen:                        | 24–9                   | 10–5                   | –                      |
| Jelmagyarázat: Konferenciabajnok |                        |                        |                        |

### Egyetemi
| Év                              | Eredmény                        | Eredmény                        | Helyezés                        | Továbbjutás                     |
| Év                              | Összesített                     | Konferencia                     | Helyezés                        | Továbbjutás                     |
| UCLA Bruins (Pac-12 Conference) | UCLA Bruins (Pac-12 Conference) | UCLA Bruins (Pac-12 Conference) | UCLA Bruins (Pac-12 Conference) | UCLA Bruins (Pac-12 Conference) |
| ------------------------------- | ------------------------------- | ------------------------------- | ------------------------------- | ------------------------------- |
| 2011                            | 0–1                             | 0–0                             | –                               | Kraft Fight Hunger Bowl         |

## Fordítás
- Ez a szócikk részben vagy egészben  a   Mike Johnson (American football coach) című angol Wikipédia-szócikk ezen változatának fordításán alapul.  Az eredeti cikk szerkesztőit annak laptörténete sorolja fel. Ez a jelzés csupán a megfogalmazás eredetét és a szerzői jogokat jelzi, nem szolgál a cikkben szereplő információk forrásmegjelöléseként.